# Михеев, Михаил Петрович

Кадр из фильма "Шоферская баллада" ("Новосибирсктелефильм", 1987 год).

Михаи́л Петро́вич Михе́ев (1 сентября 1911, Бийск — 17 мая 1993, Новосибирск) — русский советский писатель и поэт.

## Биография
Михаил Петрович Михеев родился 1 сентября 1911 года в городе Бийске. В 1930 году получил среднее техническое образование, окончив Бийскую профессионально-техническую школу и став инструктором-механиком автотракторного дела. Работал в Бийском зерносовхозе, затем на Бийском авторемонтном заводе, обслуживающем машины Чуйского тракта, стратегической горной дороги, единственного тогда пути, связывавшего СССР с западной частью соседней Монголии. Среди первых его стихотворных опытов - песня про Кольку Снегирева и его подругу Раю, впоследствии разошедшаяся по всей Сибири и ставшая по-настоящему народной: «Есть по Чуйскому тракту дорога…». Мотив этой песни использовал в своё время его земляк Василий Шукшин в фильме «Живёт такой парень». В 2001 году по мотивам песни снят фильм «Ехали два шофёра».
Впоследствии работал бригадиром по ремонту автомобильного электрооборудования, рентгенотехником в поликлинике.
В 1951 году напечатал свою первую книжку — стихи для детей «Лесная мастерская», которая переиздавалась много раз в течение тридцати лет. Затем вышли повести для школьников «Клуб ЮЭТ» (впоследствии переработанная и изданная под новым названием — «Президент пионерского клуба») и «Капитаны 8-а», романы «Вирус В-13» и «Тайна белого пятна», очерковая повесть «Дорога идет на перевал» о родном и любимом автором Алтае. В Союз писателей был принят только в начале 1960-х.
Фантастические рассказы начал печатать с 1968 года, когда вышел сборник фантастических рассказов «Которая ждет», «Далёкая от солнца», «Милые роботы».
В 1977 году Михаил Петрович стал основателем литературного объединения «Клуба любителей фантастики» при Новосибирской писательской организации и бессменно руководил им до последних дней жизни. Объединение это способствовало созданию целой школы сибирской фантастики и приключенческой литературы, появлению доброго десятка профессиональных литераторов, разбросанных теперь по всей стране, а то и по миру.
В 1976 году он публикует детективную повесть «Запах „Шипра“», первую часть детективной трилогии.
Повести «Сочинский вариант» и «Поиск в темноте», а также фантастическая повесть «Год тысяча шестьсот…» стали его последними произведениями. Как свидетельствует Прашкевич, он вспоминал: "От фантастики меня отпугнул Евгений Рысс, а от поэзии Елизавета Константиновна Стюарт. После моей стихотворной книжки «Лесная мастерская» Елизавета Константиновна категорически заявила, что все, что я пишу, не является поэзией, не может быть поэзией, и никогда ею не являлось. Я думаю, Мартович, что по большому счету она была права. Поэт действительно не должен походить на нормального человека. А я нормальный.»
Умер Михаил Михеев 17 мая 1993 года в Новосибирске. Похоронен на Заельцовском кладбище (квартал 16Н).

## Память
К 70-летию образования Новосибирской области, в ходе обсуждения общественного художественного проекта «Портретная галерея выдающихся деятелей Новосибирской области», Михаил Михеев был включен в число 100 именитых новосибирцев. Его портрет, написанный новосибирским художником Вадимом Иванкиным, находится в краеведческом музее.
В 2009 году улице Новосибирска присвоено имя М. П. Михеева.
В 2011 году Новосибирский Городской Центр истории Новосибирской книги (ГЦИНК) совместно с АНО «Центр развития личности „Мир на ладони“» провели среди школьников литературно-краеведческий конкурс «В мире книг Михеева», посвящённый 100-летию со дня рождения поэта и писателя.
1 сентября 2011 года Почта России проводила на Новосибирском Главпочтамте гашение специальным штемпелем по случаю 100-летия со дня рождения Михаила Михеева.